# Dagsbergs IF
Dagsbergs IF grundades 1963 av Åke "Bajdoff" Johansson. Föreningen har sin största verksamhet vid Dagsbergs Skola. Det största upptagningsområdet av medlemmar är Ljunga, Dagsberg, Djurön, Marbystrand och även Norrköping. Ett stort projekt och målsättning föreningen har är att få till ett "eget" klubbhus med omklädningsrum i närheten av vår gemytliga fotbollsplan Dagsbergsvallen, klubbhuset stod klar 2007. 2013 kom en ny fotbollsplan att anläggas.
Föreningen var väldigt framgångsrika inom bordtennis på 70- och 80- talet men numera är det fotbollen som dominerar i klubben. Representationslaget gick för första gången upp i division 4 1996, gjorde sin bästa säsong någonsin 2019 med en 1:e plats i serien och avancemang till division 3.